# Capharnaum
Capharnaum é uma banda estadunidense de death metal.

## Histórico
A Capharnaum foi fundada em 1993 por Jason e Jordan Suecof, que são os únicos membros contínuos da banda. A banda era originalmente de Avon, Connecticut, mas mudou-se para Sanford, na Flórida, após seu rompimento em 1999. Em 1997, a banda lançou seu álbum de estreia,  Reality Only Fantasized . Um ano depois, eles gravaram a demo Plague of Spirits. Em 2004, eles lançaram  Fractured , que foi gravado no estúdio Jason Suecof Audio Hammer Studios, na Willowtip Records.

## Membros

### Actuais
- Matt Heafy – vocais
- Jason Suecof –  guitarra
- Daniel Mongrain –  guitarra
- Mike Poggione –  baixo
- Jordan Suecof –  bateria

## Discografia
- 1997 - Reality Only Fantasized
- 2004 - Fractured